# Epicauta vittulata
Epicauta vittulata là một loài bọ cánh cứng trong họ Meloidae. Loài này được Borehmann miêu tả khoa học năm 1917.